# Cap d'Otrante
Le cap d’Otrante ou Punta Palascìa est un cap situé dans la province de Lecce, près de la ville d'Otrante, dans les Pouilles. C'est le point le plus à l'est de l'Italie. Un phare s'y trouve.
Le cap marque la frontière symbolique entre la mer Ionienne et la mer Adriatique.